# Estação Potrero
A Estação Potrero é uma das estações do Metrô da Cidade do México, situada na Cidade do México, entre a Estação Deportivo 18 de Marzo e a Estação La Raza. Administrada pelo Sistema de Transporte Colectivo, faz parte da Linha 3.
Foi inaugurada em 1º de dezembro de 1979. Localiza-se na Avenida de los Insurgentes. Atende os bairros Guadalupe Insurgentes e Capultitlan, situados na demarcação territorial de Gustavo A. Madero. A estação registrou um movimento de 6.984.359 passageiros em 2016.